# Blumenthal (Schleswig-Holstein)
Pour les articles homonymes, voir Blumenthal.
Blumenthal est une municipalité allemande située dans le land du Schleswig-Holstein et dans l'arrondissement de Rendsburg-Eckernförde. En 2015, sa population est de 700 habitants.